# Kuusaanjärvi
Kuusaanjärvi är en sjö i kommunen Haapajärvi i landskapet Norra Österbotten i Finland. Sjön ligger 125,7 meter över havet. Arean är 2 kvadratkilometer och strandlinjen är 7,19 kilometer lång. Sjön  ingår i Kalajoki älvs huvudavrinningsområde.   Den ligger omkring 120 kilometer söder om Uleåborg och omkring 410 kilometer norr om Helsingfors. 